# Bamir Topi
Bamir Myrteza Topi (1957. április 24. Tirana –) 2007. július 24. és 2012 július 24. között Albánia elnöke.
Diplomáját és doktori címét is a biológia tudományterületén szerezte. Tiranában az Állatorvos-tudományi Intézet igazgatója volt. Három alkalommal szerzett mandátumot az albán parlamentben az Albán Demokrata Párt színeiben, először 1996-ban. Két cikluson keresztül pártja frakcióvezetője volt. Ezután Sali Berisha helyettesévé választották. 1996-97-ben Mezőgazdasági és Élelmezési Minisztérium első embere volt. Az KF Tirana tiszteletbeli elnöke.

## Elnöki kampánya
2007. március 8-án jelentette be, hogy pártja színeiben indulni kíván az elnökválasztáson. Mind a kereszténydemokraták, mind a republikánusok úgy nyilatkoztak, lehet hogy őt támogatják.
A július 8-án tartott szavazáson Topi 75 szavazatot kapott az elégséges 84 helyett. Az ellenzék, élükön a Szocialista Párttal, bojkottálta a szavazást. Az elnökválasztás második fordulóját július 10-én tartották. Ebben az esetben sem sikerült elnököt választani, Topi 74 szavazatot kapott. A következő kört július 14-én tartották, ahol Topi 50, a Demokratikus Szövetség Pártjának képviselője, Neritan Ceka pedig 32 szavazatot kapott.
Július 20-án, a választás negyedik fordulójában Bamir Topit az ellenzék néhány képviselője is támogatta, és így 85 szavazatot kapott. Így 5 éves időtartamra megválasztották az Albán Köztársaság elnökévé. Hivatalát július 24-én foglalta el.
Bamir Topi hivatalosan lemondott az Albán Demokrata Párt elnökhelyettesi pozíciójáról, és ugyanekkor ki is lépett a pártból. Elvárás, hogy ne legyen párttag az ország elnöke.

## Lásd még
- Albánia történelme